# 咝音
有噝擦音，簡稱噝音，是一種擦音。發音時，氣流在窄道間摩擦，同時舌頭拉長，將氣流帶到牙齒的尖處，冲击牙齿背面，造成更高頻率的發音，产生强烈的、嘈杂的声音。
不符合上述定义的擦音，如[θ]和[ð]，不属于有噝擦音。
在中文（漢語）的硏究文本裏，由於擦音與塞擦音經常作爲同組聲母，例如把「[ts]、[tsʰ]、[s]」綁在一起，把「[tɕ]、[tɕʰ]、[ɕ]」綁在一起，把「[tʃ]、[tʃʰ]、[ʃ]」綁在一起等。所以「噝音」除擦音外，也常常一併指其對應的塞擦音。

## 国際音标
- [s] - 清齿龈有咝擦音
- [z] - 浊齿龈有咝擦音
- [ʂ] - 清捲舌擦音
- [ʐ] - 浊捲舌擦音
- [ɕ] - 清齦腭擦音
- [ʑ] - 濁齦腭擦音
- [ʃ] - 清腭齦擦音
- [ʒ] - 濁腭齦擦音

可以通过添加补充符号来增加更精细的表达，例如[s̪][z̪]（齿音）和[s̺][z̺]（舌尖音）。

## 外部連結
- Fricatives in English（页面存档备份，存于）